# Utiel
Utiel (en valencien et en castillan) est une commune de la province de Valence, dans la Communauté valencienne, en Espagne. Elle est située dans la comarque de Requena-Utiel et dans la zone à prédominance linguistique castillane. Sa population s'élevait à 12 311 habitants en 2013.

## Géographie

Localisation d'Utiel
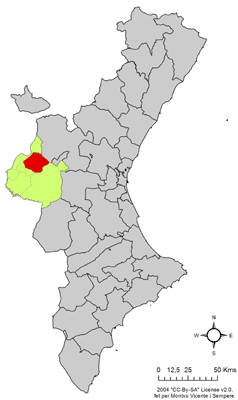
dans la Communauté valencienne.
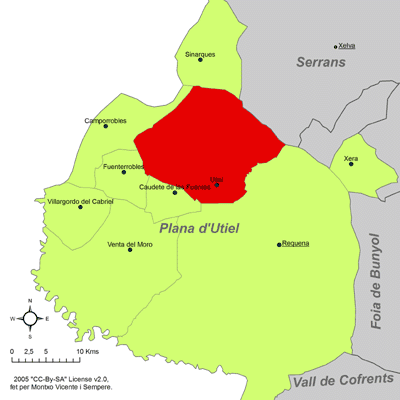
dans la comarque de Requena-Utiel.

Utiel est située sur un haut plateau, sur les rives du río Magro (un des principaux affluents du Júcar), à l'ouest de la province de Valence, près de la frontière avec la province de Cuenca.
C'est un important nœud de communication; elle se situe au bord de l'autoroute A-3, Madrid-Valence. Elle possède une station de chemins de fer depuis la fin du XIXe siècle (ligne Madrid-Cuenca-Valence, ligne de proximité Utiel-Valence), et se trouve sur la Nationale 330 (Alicante vers la France via Saragosse).

## Démographie
| 1857  | 1887   | 1900   | 1910   | 1920   |
| ----- | ------ | ------ | ------ | ------ |
| 7 072 | 10 638 | 11 642 | 11 777 | 13 137 |

| 1930   | 1940   | 1950   | 1960   | 1970   |
| ------ | ------ | ------ | ------ | ------ |
| 11 875 | 12 411 | 13 365 | 12 542 | 11 384 |

| 1981   | 1991   | 2001   | 2006   | 2011   |
| ------ | ------ | ------ | ------ | ------ |
| 12 021 | 11 392 | 11 839 | 12 012 | 12 449 |

## Administration
Liste des maires, depuis les premières élections démocratiques.
| Législature | Nom du Maire            | Parti politique |
| ----------- | ----------------------- | --------------- |
| 1979-1983   | José Yagüe Hernández    | PSPV-PSOE       |
| 1983-1987   | Luis Pérez Molla        | PSPV-PSOE       |
| 1987-1991   | Luis Pérez Molla        | PSPV-PSOE       |
| 1991-1995   | José Yagüe Hernández    | PSPV-PSOE       |
| 1995-1999   | Vicente Sánchez Iranzo  | PSPV-PSOE       |
| 1999-2003   | Enrique Luján Castro    | PP              |
| 2003-2007   | Enrique Luján Castro    | PP              |
| 2007-2011   | José Luis Ramírez Ortiz | PP              |
| 2011-       | José Luis Ramírez Ortiz | PP              |

### Sources
- (es) Cet article est partiellement ou en totalité issu de l’article de Wikipédia en espagnol intitulé « Utiel » (voir la liste des auteurs).